# Supercoppa Serie C 2024
La Supercoppa Serie C 2024 è stata la 24ª edizione della Supercoppa Serie C. Il torneo è un triangolare a cui partecipano le vincitrici dei tre gironi della Serie C 2023-2024. Il torneo è stato vinto dal Cesena, alla sua prima affermazione.

## Squadre partecipanti
Le squadre partecipanti all'edizione 2024 sono:
- Mantova Vincitore del girone A di Serie C 2023-2024
- Cesena Vincitore del girone B di Serie C 2023-2024
- Juve Stabia Vincitore del girone C di Serie C 2023-2024

## Formula
Questa edizione prevede le seguenti regole:
- 1ª giornata: la squadra che riposa nella prima giornata viene decisa da un sorteggio, e dallo stesso viene sorteggiata la prima squadra destinata a giocare in trasferta.
- 2ª giornata: alla seconda giornata si affrontano la squadra che ha riposato e quella che perde la prima gara o, in caso di pareggio, quella che ha giocato la prima gara in casa.
- 3ª giornata: si affrontano le due squadre non incontratesi nelle due giornate precedenti.

La squadra che si piazza al primo posto viene designata vincitrice del trofeo. In caso di arrivo a pari punti, valgono le seguenti regole:
1. differenza reti nelle gare del girone di Supercoppa;
2. maggior numero di reti segnate nelle gare del girone di Supercoppa;
3. maggior numero di reti segnate nelle gare esterne del girone di Supercoppa;
4. sorteggio.

## Incontri
| Arbitro: | Mirabella (Napoli) |

|                 |           |                                  |
| Debenedetti 82’ | Marcatori | 62’ (rig.) Corazza 90+3’ Shpendi |

| Arbitro: | Pezzopane (L'Aquila) |

|            |           |                                                               |
| Buglio 57’ | Marcatori | 19’ Wieser 32’ Fiori 45+3’ Bragantini 90+6’ (rig.) Monachello |

| Arbitro: | De Angeli (Milano) |

|                         |           |                        |
| Kargbo 61’ Ogunseye 65’ | Marcatori | 20’ Mosti 27’ Adorante |

## Classifica
| Squadra     | P.ti | G | V | N | P | GF | GS | DR |
| ----------- | ---- | - | - | - | - | -- | -- | -- |
| Cesena      | 4    | 2 | 1 | 1 | 0 | 4  | 3  | +1 |
| Mantova     | 3    | 2 | 1 | 0 | 1 | 5  | 3  | +2 |
| Juve Stabia | 1    | 2 | 0 | 1 | 1 | 3  | 6  | -3 |